# 히케타히나마쓰리

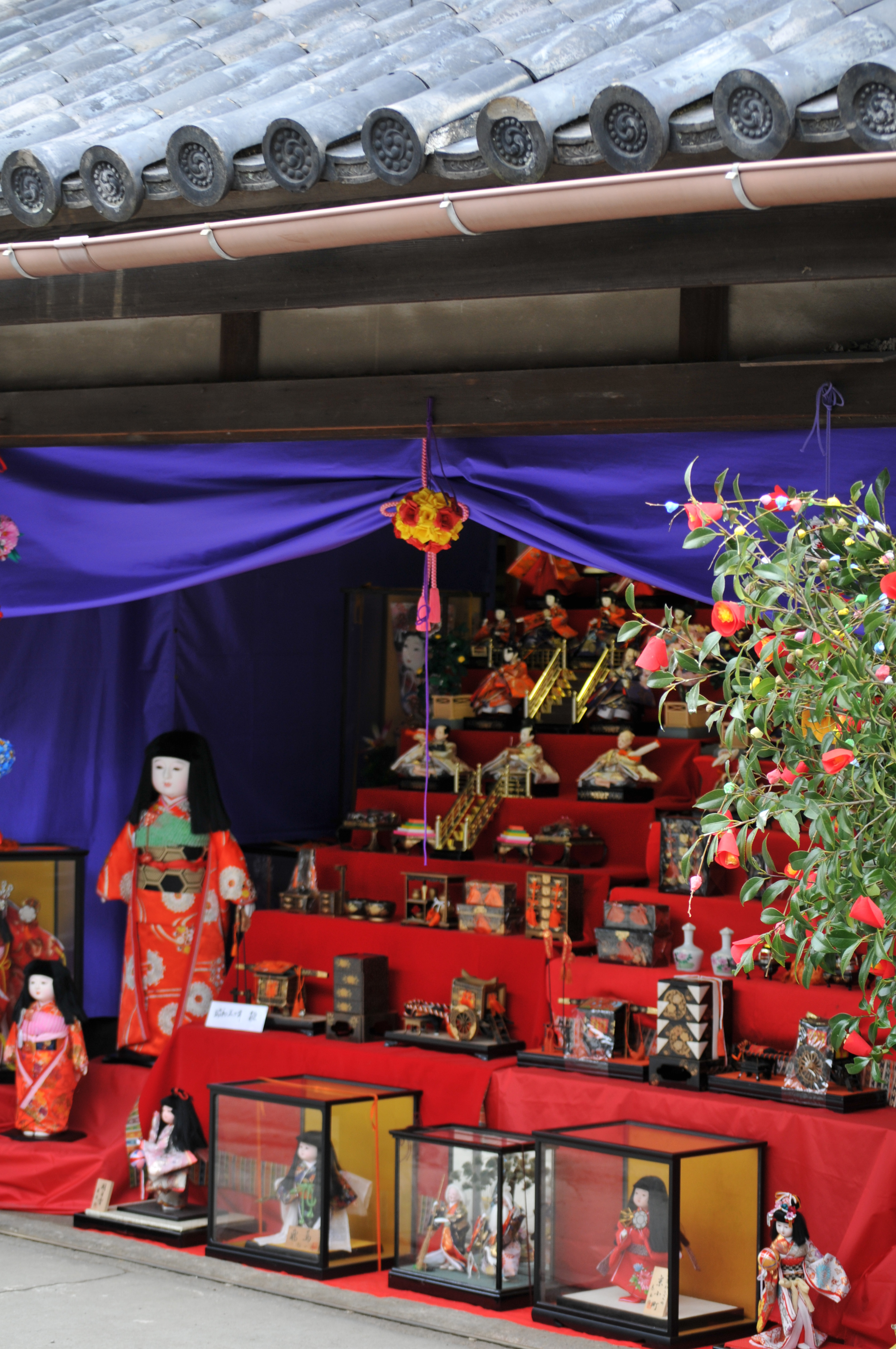
히케타히나마쓰리

히케타히나마쓰리(일본어: 引田ひなまつり 히케타히나마쓰리[*])는 일본 가가와현 히가시카가와시 히케타에서 2월 말부터 3월 3일까지 열리는 축제이다.